# Bende jezik
Bende jezik (kibende, si’bende; ISO 639-3: bdp), nigersko-kongoanski jezik porodice bantu, kojim govori 27 000 ljudi (1999) u regiji Rukwa u Tanzaniji.
Uz još pet jezika pripada podskupini Tongwe (F.10). Većina govornika koristi i swahili [swh].

## Vanjske poveznice
- Ethnologue (14th)
- Ethnologue (15th)